# Пять франков «Зодиак»
Пять франков «Зодиак», или Пять франков «Чёрная» — французская банкнота, выпущенная Банком Франции, выпуск которой начат 29 декабря 1871 года. Она стала первой банкнотой номиналом пять франков.

## История
Эта банкнота выпускалась с 1 февраля 1872 г. по 5 февраля 1874, выпуск банкноты был связан с нехваткой аналогичных 5-франковых монет типа Дюпре.
Название банкноты — «Зодиак» связано двумя из двенадцати знаков зодиака, которые изображены на реверсе банкноты: в центре фигура олицетворяющая знак Девы между двумя Близнецами. Также в центре серийный номер.
Аверс банкноты, работа художников Камиля Шазаля, Жоржа Дюваля и гравёра Дюжардена. Представлены аллегорические фигуры олицетворяющие: силу, работу и удачу и на реверсе: сельское хозяйство, науку и мудрость (только на банкнотах 1871 года).
Водяной знак представляет собой профиль головы женщины и ниже надпись «Банк Франции». Размеры банкноты 125 х 80 мм.

## Тип банкноты 1905 года
В 1905 году введена банкнота нового типа, синего цвета (фр. 5 francs type 1871 «Bleu»). По замыслу авторов её цвет и фактуру было трудно подделать. Этому в частности мешал сложный рисунок мелких деталей (рисунок рога изобилия в центре банкноты). Банкнота исчезла из оборота в январе 1912 года с введением нового способа печати банкнот. Новый выпуск банкноты был с июля по декабрь 1914. Банкнота изымалась из обращения с 30 декабря 1918 по 31 декабря 1933 года.